# کوسوکه هارادا
کوسوکه هارادا (انگلیسی: Kosuke Harada؛ زادهٔ ۲۱ دسامبر ۱۹۷۷) بازیکن فوتبال اهل ژاپن است.